# Prix de la Guilde canadienne des réalisateurs
Les prix de la Guilde canadienne des réalisateurs sont des récompenses cinématographiques canadiennes décernées chaque année depuis 1962 par la Guilde canadienne des réalisateurs.

## Catégories de récompense
- Prix artisanat de la DGC (DGC Craft Award)
- Prix de l'équipe de la DGC (DGC Team Award)
- Meilleur long métrage (Outstanding Feature Film)
- Meilleure réalisation pour un long métrage (Outstanding Direction - Feature Film)
- Meilleure direction artistique pour un long métrage (Production Design - Feature Film)
- Meilleure direction artistique pour un long métrage (Outstanding Production Design - Feature Film)
- Meilleur montage pour un long métrage (Outstanding Picture Editing - Feature Film)
- Meilleur montage pour un long métrage (Outstanding Achievement in Picture Editing - Feature Film)
- Meilleur montage sonore dans un long métrage (Outstanding Achievement in Sound Editing - Feature Film)
- Meilleur montage sonore dans un long métrage (Outstanding Sound Editing - Feature Film)
- Meilleur montage sonore dans un long métrage (Sound Editing - Feature Film)

## Prix artisanat de la DGC

### Palmarès 2006

#### Meilleure réalisation pour un long métrage
- David Cronenberg pour A History of Violence

#### Meilleure direction artistique pour un long métrage
- A History of Violence – Carol Spier

#### Meilleur montage pour un long métrage
- A History of Violence – Ronald Sanders

#### Meilleur montage sonore dans un long métrage
- A History of Violence – Alastair Gray et Michael O'Farrell

### Palmarès 2023

#### Meilleur montage pour un long métrage
- Scream 6 – Jay Prychidny

## Prix de l'équipe de la DGC

### Palmarès 2006

#### Meilleur long métrage
- A History of Violence